# Vigge
Vigge is een plaats in de gemeente Berg in het landschap Jämtland en de provincie Jämtlands län in Zweden. De plaats heeft 114 inwoners (2005) en een oppervlakte van 42 hectare. De plaats ligt aan de zuidoost oever van een baai van het meer Storsjön. De plaats Svenstavik ligt iets ten zuiden van het dorp.

## Verkeer en vervoer
Bij de plaats loopt de Länsväg 321.